# طريقة المتبقي الأكبر
طريقة المتبقي الأكبر (بالإنجليزية: largest remainder method)‏ والتي تعرف أيضاً باسم طريقة هير-نيماير، أو طريقة هاملتون أو طريقة فينتون وهي إحدى طرق تخصيص المقاعد بشكل متناسب للمجالس البرلمانية مع أنظمة التصويت بالقوائم الحزبية، وتختلف عن طرق المتوسط الأعلى (المعروفة أيضًا باسم طرق المقسوم عليه، وهو العدد الموجود في بسط الكسر).

## الطريقة
تقوم طريقة المتبقي الأكبر على أساس قسمة عدد الأصوات التي حصل عليها كل حزب على الحصة التي تمثل عدد الأصوات المطلوبة مقابل مقعد واحد، والحصة عبارة عن حاصل قسمة مجموع عدد الأصوات المدلاة في الانتخابات على مجموع عدد المقاعد المطلوب ملؤها، وتمثل الحصة هنا ما يسمى في بعض الأنظمة الانتخابية بالمعامل الانتخابي أو الحاصل الإنتخابي. وعادة ما تتكون حصيلة كل حزب من المقاعد وفقاً لهذه الطريقة من عدد صحيح زائد متبقي كسري. بدايةً، يتم تخصيص عدد من المقاعد لكل حزب بما يعادل الرقم الصحيح في نتيجة كل حزب. وبطبيعة الحال، ونتيجة لإهمال الكسور في جولة التوزيع الأولى، فلابد وأن تتبقى مقاعد بدون تخصيص ويكون عددها مساوياً لمجموع الكسور كلها. في الجولة التالية يتم تخصيص المقاعد المتبقية وفقاً لترتيب الأحزاب على أساس المتبقي الكسري لكل حزب، بحيث يتم تخصيص مقعد إضافي واحد لكل الأحزاب بدءً من الحزب صاحب أكبر متبقي كسري ثم الذي يليه إلى أن تكتمل عملية توزيع المقاعد المتبقية، ومن هنا جاءت تسمية هذه الطريقة بطريقة المتبقي الأكبر.

## الحصص
هناك أشكال وصور متعددة للحصص، والأكثر شيوعًا هي: حصة هير نسبة للمحامي والسياسي لبريطاني توماس هير وحصة دروب نسبة للمحامي البريطاني هنري دروب. غالبًا ما يتم اختصار مسمى حصة معينة تُستخدم مع طريقة المتبقي الأكبر بـ "LR-ثم [اسم الحصة المستخدمة]"، مثل "LR-Droop"، والمقصود بها حصة دروب مع طريقة المتبقي الأكبر، حيث أن LR هي اختصار لـ Largest Remainder (المتبقي الأكبر).
وتعرَّف حصة هير (أو كما تسمى الحصة البسيطة) كما يلي:
حصة هير = مجموع عدد الأصوات ÷ مجموع عدد المقاعد
{\displaystyle {\frac {\text{total votes}}{\text{total seats}}}}
وتستخدم في الانتخابات التشريعية الروسية (مع نسبة حسم 5٪ منذ عام 2016)، وفي أوكرانيا (مع نسبة حسم 5٪)، وفي بلغاريا (مع نسبة حسم 4٪)، وفي ليتوانيا (مع نسبة حسم 5٪ للأحزاب و 7٪ للتكتلات) وفي تونس،  وتايوان (مع نسبة حسم 5٪) وفي وناميبيا وهونغ كونغ. وهناك طريقة هاميلتون للتقسيم وهي أيضاً إحدى طرق المتبقي الأكبر التي تستخدم حصة هِير. وقد سميت بهذا الإسم نسبة للأمريكي ألكسندر هاملتون، الذي اخترع طريقة المتبقي الأكبر في عام 1792، والتي تم اعتمادها لأول مرة لتقسيم مقاعد مجلس النواب الأمريكي كل عشر سنوات خلال الفترة ما بين 1852 و 1900.
أما حصة دروب فهي تأخذ العدد الصحيح فقط من نتيجة القسمة وفقاً للصيغة التالية:
حصة دروب = 1 + [مجموع عدد الأصوات ÷ (1+ مجموع عدد المقاعد) ]
{\displaystyle 1+{\frac {\text{total votes}}{1+{\text{total seats}}}}}
وتُطبق في انتخابات جنوب إفريقيا. أما حصة هاجنباخ-بيشوف فهي متطابقة مع حصة دروب تقريبا، سواء في صورة كسر أو مقرَّبة. وصيغتها كما يلي:
حصة هاجينباخ-بيشوف = مجموع عدد الأصوات ÷ (1+ مجموع عدد المقاعد)
{\displaystyle {\frac {\text{total votes}}{1+{\text{total seats}}}}}
وبينما تميل حصة هير أكثر لصالح الأحزاب ذات الشعبية المنخفضة، تميل حصة دروب أكثر لصالح الأحزاب الأكثر شعبية. هذا يعني أنه يمكن اعتبار طريقة هير أكثر تناسبًا من حصة دروب. ومع ذلك يبين أحد الأمثلة أن حصة هير قد تفشل في ضمان حصول الحزب الذي يحصل على أغلبية الأصوات على نصف المقاعد على الأقل، بينما يكون من النادرًا جدا حصول ذلك في حصة دروب.
أما حصة إمبيريال فهي = مجموع عدد الأصوات ÷ (2+ مجموع عدد المقاعد)
{\displaystyle {\frac {\text{total votes}}{2+{\text{total seats}}}}}
وتستخدم هذه الطريقة بشكل نادر كونها تتضمن خلل قد يؤدي أحياناً إلى تخصيص مقاعد يزيد عددها عن عدد المقاعد المتاحة. هذه المفارقة من الممكن أن تحدث أيضًا مع حصة هاجنباخ-بيشوف غير أن الاحتمال هنا ضعيف للغاية، أما مع حصتي هير ودروب فتكون الحالة مستحيلة الحدوث. ولكن من الممكن أن تحدث هذه المفارقة فعلاً، وفي حالة واحدة فقط، وهي عندما يكون عدد الأحزاب المتنافسة حزبين فقط، وفي هذه الحالة، يتم رفع الحصة تدريجيا حتى يتساوى عدد المرشحين المنتخبين مع عدد المقاعد المتاحة، ويعتبر هذا الإجراء في الواقع بمثابة تغيير نظام التصويت إلى نظام جيفرسون للتوزيع (انظر طريقة هوندت)

## أمثلة توضيحية
تفترض هذه الأمثلة إجراء انتخابات لتوزيع 10 مقاعد وعدد الناخبين 100.000 ناخب، وقد حصل كل حزب على مجموعة من الأصوات كما هي مبينة في الجداول أدناه.

### أولا: طريقةحصة هير(هير كوتا)
| الحزب                                        | الصُفر | البيض | الحُمر | الخُضر | الزُرق | الورديين | المجموع |
| -------------------------------------------- | ----- | ----- | ----- | ----- | ----- | -------- | ------- |
| الأصوات                                      | 47000 | 16000 | 15800 | 12000 | 6,100 | 3100     | 100,000 |
| المقاعد                                      |       |       |       |       |       |          | 10      |
| حصة هير                                      |       |       |       |       |       |          | 10000   |
| نصيب كل حزب من المقاعد                       | 4.70  | 1.60  | 1.58  | 1.20  | 0.61  | 0.31     |         |
| المقاعد الموزعة تلقائياً كمرحلة أولى          | 4     | 1     | 1     | 1     | 0     | 0        | 7       |
| المقاعد المتبقية من المرحلة الأولى           | 0.70  | 0.60  | 0.58  | 0.20  | 0.61  | 0.31     |         |
| توزيع المقاعد المتبقية بطريقة المتبقي الأكبر | 1     | 1     | 0     | 0     | 1     | 0        | 3       |
| مجموع المقاعد                                | 5     | 2     | 1     | 1     | 1     | 0        | 10      |

### ثانياً: طريقةحصة دروب(دروب كوتا)
| الحزب                                        | الصُفر | البيض | الحُمر | الخُضر | الزُرق | الورديين | المجموع   |
| -------------------------------------------- | ----- | ----- | ----- | ----- | ----- | -------- | --------- |
| الأصوات                                      | 47000 | 16000 | 15800 | 12000 | 6,100 | 3100     | 100,000   |
| المقاعد                                      |       |       |       |       |       |          | 10+1 = 11 |
| حصة دروب                                     |       |       |       |       |       |          | 9091      |
| نصيب كل حزب من المقاعد                       | 5.170 | 1.760 | 1.738 | 1.320 | 0.671 | 0.341    |           |
| المقاعد الموزعة تلقائياً كمرحلة أولى          | 5     | 1     | 1     | 1     | 0     | 0        | 8         |
| المقاعد المتبقية من المرحلة الأولى           | 0.170 | 0.760 | 0.738 | 0.320 | 0.671 | 0.341    |           |
| توزيع المقاعد المتبقية بطريقة المتبقي الأكبر | 0     | 1     | 1     | 0     | 0     | 0        | 2         |
| مجموع المقاعد                                | 5     | 2     | 2     | 1     | 0     | 0        | 10        |

### مزايا وعيوب الطريقة
من السهل على الناخب فهم كيفية توزيع المقاعد بطريقة المتبقي الأكبر. طريقة هير تفيد بشكل طفيف الأحزاب الصغيرة بينما تفيد طريقة دروب الأحزاب الأكبر. ومع ذلك، يبقى التساؤل عما إذا كانت القائمة الحزبية ستحصل على مقعد إضافي أم لا، والجواب أن ذلك سيعتمد على كيفية توزيع الأصوات المتبقية بين الأحزاب الأخرى: إذ أنه من الممكن تمامًا لحزب ما أن يحقق مكسبًا نسبياً طفيفاً ولكنه قد يخسر مقعدًا إذا تغيرت أيضاً أصوات الأحزاب الأخرى. الخاصية الأخرى المرتبطة بهذا الجانب هي أن زيادة عدد المقاعد قد يؤدي إلى خسارة أحد الأحزاب لأحد مقاعده (وهذه الحالة تسمى بمفارقة ألاباما؛ طالع الجدولين أدناه)، بينما تتجنب طرق المتوسطات الأعلى إمكانية حدوث هذه المفارقة.

## التقييم الفني للطريقة ومفارقاتها
تتوافق طريقة المتبقي الأكبر مع قاعدة الحصص، حيث يكون عدد المقاعد التي يحصل عليها الحزب متكافي مع الحصة المثالية للحزب من المقاعد، سواء بالتقريب للأعلى أو للأدنى وقد تم تصميمها لتحقيق هذه الخاصية، مع وجود بعض المفارقات المذكورة أعلاه، مثل مفارقة ألاباما والت تظهر عندما تؤدي الزيادة في إجمالي عدد المقاعد المراد تخصيصها في بعض الأحيان إلى انخفاض في عدد المقاعد التي يستحقها حزب معين. في المثال أدناه، نلاحظ عندما نرفع عدد المقاعد التي سيتم تخصيصها من 25 إلى 26 مقعد (مع ثبات عدد الأصوات)، يفقد الحزب د مقعد وكذلك الحزب هـ يفقد مقعد.
نتائج التوزيع لعدد 25 مقعد
| الحزب                                        | أ    | ب    | ج    | د    | ه    | و    | المجموع |
| -------------------------------------------- | ---- | ---- | ---- | ---- | ---- | ---- | ------- |
| الأصوات                                      | 1500 | 1500 | 900  | 500  | 500  | 200  | 5100    |
| المقاعد                                      |      |      |      |      |      |      | 25      |
| حصة هير                                      |      |      |      |      |      |      | 204     |
| نصيب كل حزب من المقاعد                       | 7.35 | 7.35 | 4.41 | 2.45 | 2.45 | 0.98 | 25      |
| المقاعد الموزعة تلقائياً كمرحلة أولى          | 7    | 7    | 4    | 2    | 2    | 0    | 22      |
| المقاعد المتبقية من المرحلة الأولى           | 0.35 | 0.35 | 0.41 | 0.45 | 0.45 | 0.98 | 3       |
| توزيع المقاعد المتبقية بطريقة المتبقي الأكبر | 0    | 0    | 0    | 1    | 1    | 1    | 3       |
| مجموع المقاعد                                | 7    | 7    | 4    | 3    | 3    | 1    | 25      |

نتائج التوزيع لعدد 26 مقعد
| الحزب                                        | أ    | ب    | ج    | د    | ه    | و    | المجموع |
| -------------------------------------------- | ---- | ---- | ---- | ---- | ---- | ---- | ------- |
| الأصوات                                      | 1500 | 1500 | 900  | 500  | 500  | 200  | 5100    |
| المقاعد                                      |      |      |      |      |      |      | 26      |
| حصة هير                                      |      |      |      |      |      |      | 196     |
| نصيب كل حزب من المقاعد                       | 7.65 | 7.65 | 4.59 | 2.55 | 2.55 | 1.02 |         |
| المقاعد الموزعة تلقائياً كمرحلة أولى          | 7    | 7    | 4    | 2    | 2    | 1    | 23      |
| المقاعد المتبقية من المرحلة الأولى           | 0.65 | 0.65 | 0.59 | 0.55 | 0.55 | 0.02 |         |
| توزيع المقاعد المتبقية بطريقة المتبقي الأكبر | 1    | 1    | 1    | 0    | 0    | 0    | 3       |
| مجموع المقاعد                                | 8    | 8    | 5    | 2    | 2    | 1    | 26      |

## الروابط الخارجية
- Hamilton method experimentation applet at cut-the-knot